# Patrik Anttonen
Matts Patrik Anttonen, född den 6 mars 1980 i Örebro, är en svensk före detta fotbollsspelare. Han gjorde en landskamp och spelade under sin karriär som yttermittfältare, ytterback och mittback.
Anttonen debuterade för Örebro SK den 5 april 1999 i Svenska cupen mot Malmö FF. Inför säsongen 2013 skrev han på ett tvåårskontrakt med Degerfors IF, ett kontrakt som han förlängde med ett år november 2014. När det gick ut ville inte Degerfors IF skriva något nytt kontrakt och Anttonen valde kort därefter att avsluta karriären. I samband med det berättade han att han planerar att gå en tränarutbildning.

## Klubbar
- Ervalla SK (Moderklubb)
- Hovsta IF
- BK Forward
- Örebro SK (1999–2012)
- Degerfors IF (2013–2015)

## Meriter
- Allsvenskan   194 matcher 7 mål 13 assist
- Superettan 133 matcher 15 mål 7 assist
- Svenska cupen 16 matcher 3 mål 7 assist
- A-landskamper 1 match